# Igreja da Madre de Deus (Macau)

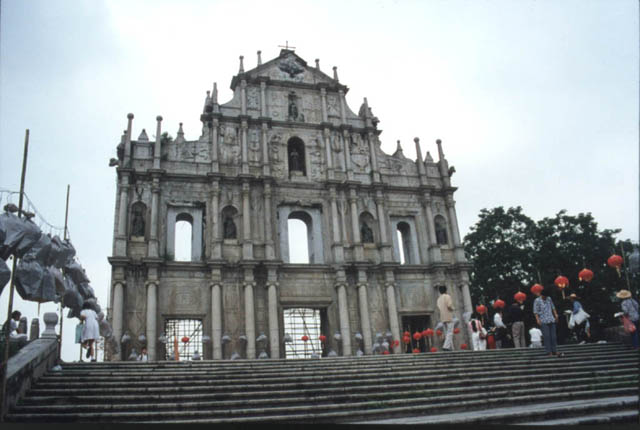
Ruínas de São Paulo. Esta fotografia mostra a imponente fachada de granito restada pela Igreja da Madre de Deus.

A Igreja da Madre de Deus constitui, juntamente com o Colégio de São Paulo, as famosas Ruínas de São Paulo em Macau. Estas ruínas, entre as quais se salientam a imponente fachada e a escadaria de granito da igreja destruída, são os vestígios sobreviventes da igreja e do colégio, ambos construídos pelos jesuítas na segunda metade do século XVI e destruídos em 1835 por um violento incêndio.
Devido à sua beleza e valor arquitectónico e histórico excepcionais, as Ruínas de São Paulo, principalmente a fachada, foram incluídas no Centro Histórico de Macau, por sua vez incluído na Lista do Património Mundial da Humanidade da UNESCO. Da Igreja, restou uma imponente fachada de granito e uma escadaria monumental de 68 degraus, mas, em contrapartida, não restaram muitas coisas do Colégio.
Segundo o "Atlas mundial de la arquitectura barroca" (uma publicação da UNESCO em 2001), a fachada da Igreja da Madre de Deus, juntamente com a Igreja de S. José, é um exemplo único da arquitectura barroca na China. Foi classificada, em 2009, como uma das Sete Maravilhas de Origem Portuguesa no Mundo.

## História

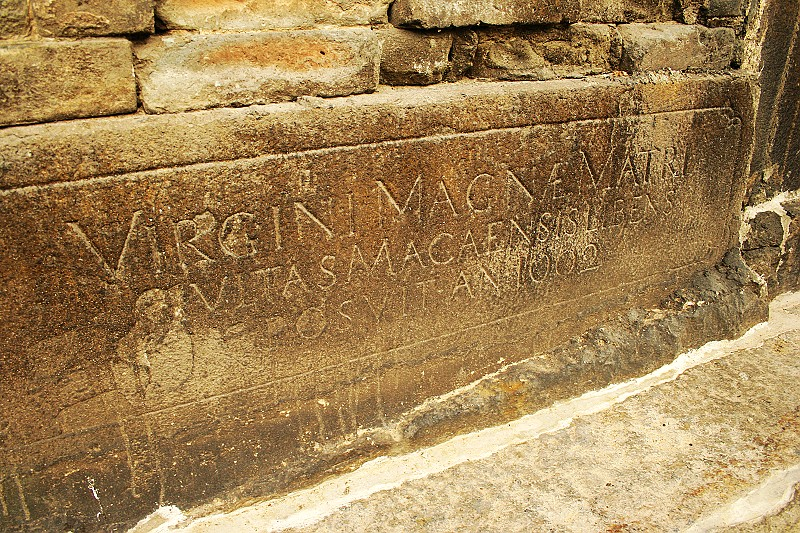
Pedra angular da igreja com a data (1602).

A Igreja da Madre de Deus, também chamada de Igreja de São Paulo, foi construída pelos jesuítas em Macau no ano de 1565, em anexo ao Colégio de São Paulo, a primeira instituição universitária de tipo ocidental no Oriente.
Em 1595 um incêndio causou algumas danificações à Igreja e ao Colégio. O colégio foi rapidamente reconstruído, mas a igreja só acabou de ser reparada em 1602. Após as grandes reparações, ela tornou-se numa bela e grandiosa igreja. A igreja, excepto a fachada, era construída em taipa e madeira. De acordo com vários registos, ela estava ricamente decorada e mobilada. Naquela altura, ela era a maior igreja católica do Extremo Oriente e era muitas vezes chamada de "Vaticano do Oriente". Uma inscrição em latim, à esquerda da base da fachada, confirma esta data de reconstrução: "Ano de 1602, Macau dedica à Santíssima Virgem Maria". Em 1603, entrou de novo em serviço. Os jesuítas foram forçados a abandoná-la em 1762, quando foram expulsos pelas autoridades portuguesas, durante a supressão da Companhia de Jesus. Em 1835, entre as 18h00 e as 20h15, um violento incêndio, começado nas cozinhas do Colégio, alastrou-se rapidamente, destruindo completamente o Colégio e a Igreja. Apenas a fachada e a escadaria de granito conseguiram escapar à destruição. Alguns dizem que o facto de a fachada conseguir escapar à destruição foi um autêntico milagre de Deus. A Igreja nunca mais foi reconstruída.

## Descrição da fachada

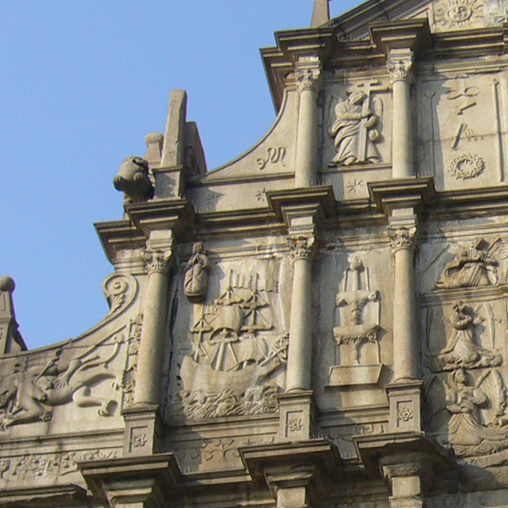
Pormenor da fachada

A grandiosa e elegante fachada de granito foi trabalhada, durante muitos anos, por cristãos japoneses exilados e artistas locais, sob a orientação do jesuíta italiano Carlo Spinola. Tem 23 metros de largura e 25,5 metros de altura. Esta fachada foi construída com base no conceito clássico da divina ascensão, por isso está dividida em 5 níveis horizontais encimados por um frontão triangular. Cada nível da fachada representa um determinado estado da caminhada espiritual ascendente do crente ao Paraíso, que é o último estado desta longa caminhada cristã e o lugar onde vão todos os homens que, resistindo à tentação do Diabo, conseguiram fazer a caminhada toda e alcançar a santidade. Por isso, o frontão (o quinto e último nível) simboliza a Santíssima Trindade, que vive no Paraíso.
A fachada, imponente e magnífica, é de estilo maneirista/barroco, mas também apresenta estilos da ordem jónica, da ordem coríntia e da ordem compósita. É ricamente decorada com imagens bíblicas, representações mitológicas, símbolos do Paraíso e do Mistério pascal, inscrições religiosas em chinês, crisântemos japoneses, uma caravela portuguesa, leões chineses, esculturas e estátuas de bronze com imagens dos fundadores da Companhia de Jesus (Santo Inácio de Loyola, São Francisco de Borja, São Francisco Xavier e São Luís Gonzaga), da Virgem Maria, do Menino Jesus, de anjos e de demónios. As imagens da Virgem Maria ocupam uma posição central nesta fachada, justamente porque esta fachada pertence a uma igreja que se chama "Madre de Deus" (ou "Mãe de Deus", ou seja, a Virgem Maria).
Esta fachada reflecte o estilo arquitectónico dos jesuítas e uma fusão de influências à escala mundial, regional e local. Ela é uma peça arquitectónica muito rara e apresenta elementos de influência europeia, chinesa, japonesa e de outras partes da Ásia. É considerada um verdadeiro sermão e síntese doutrinal em pedra, porque ensina as pessoas, através de imagens e de algumas inscrições em chinês e em latim, a doutrina católica e os principais ensinamentos defendidos na Contra-Reforma católica, como a transubstanciação, o papel especial da Virgem Maria na salvação, a graça, a missa, a questão da justificação, os santos, etc. Actualmente, a fachada de São Paulo é um dos símbolos e centros turísticos de Macau. Funciona também simbolicamente como o altar da Cidade.

## Ver também

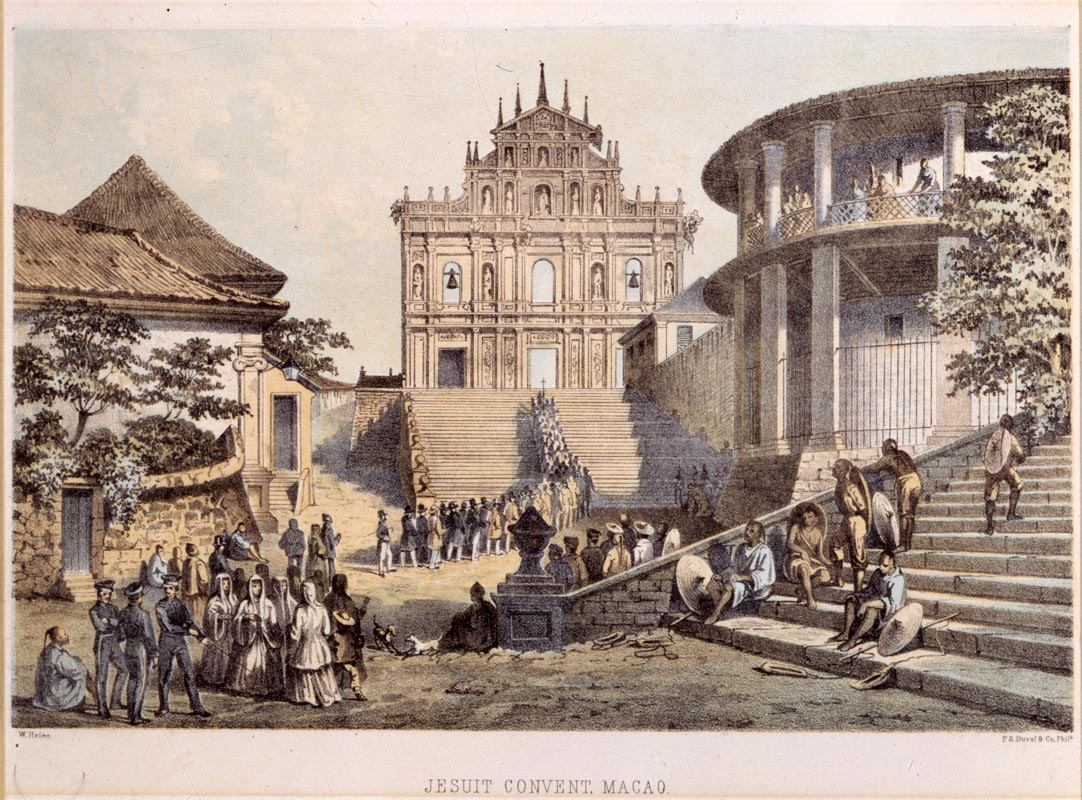
Vista da fachada da igreja por Wilhelm Heine, 1854